# Janeth dos Santos Arcain
Janeth dos Santos Arcain (Carapicuíba, 11 aprile 1969) è un'ex cestista e allenatrice di pallacanestro brasiliana, professionista nella WNBA.

## Carriera
Con il Brasile ha disputato quattro edizioni dei Giochi olimpici (Barcellona 1992, Atlanta 1996, Sydney 2000, Atene 2004), cinque dei Campionati mondiali (1990, 1994, 1998, 2002, 2006) e quattro dei Campionati americani (1989, 1993, 1999, 2003).

## Palmarès
- Campionato WNBA: 4

Houston Comets: 1997, 1998, 1999, 2000
- WNBA Most Improved Player (2001)
- All-WNBA First Team (2001)